# NGC 6982
NGC 6982 је спирална галаксија у сазвежђу Индијанац која се налази на NGC листи објеката дубоког неба.
Деклинација објекта је - 51° 51' 46" а ректасцензија 20h 57m 18,3s. Привидна величина (магнитуда) објекта NGC 6982 износи 13,4 а фотографска магнитуда 14,3. NGC 6982 је још познат и под ознакама ESO 235-19, IRAS 20537-5203, PGC 65776.